# Benzingia cornuta
Benzingia cornuta là một loài thực vật có hoa trong họ Lan. Loài này được (Garay) Dressler mô tả khoa học đầu tiên năm 2010.